# Robert Delbos
Pour les articles homonymes, voir Delbos.
Robert Delbos est un homme d'affaires français, ancien dirigeant du secteur de l'énergie, né le 10 janvier 1943 à San Francisco.

## Biographie

### Formation
Robert Delbos est diplômé de HEC en 1967 (promotion "pâquerette").

### Carrière
Robert Delbos commence sa carrière en 1969 à EDF-GDF, travaillant d'abord à la direction financière. Il y grimpe les échelons jusqu'à devenir le trésorier du groupe en 1987 et réforme, avec Jean-Michel Carboni (qui prendra sa suite en 1991), les finances de GDF, notamment en matière de levée de fonds, véritable pionnier en la matière, selon la direction du trésor gérant « le plus gros portefeuille de swaps après la Banque mondiale ». En 1991, il prend la direction générale de Pétrofigaz (devenue Solfea), la banque de GDF spécialisée dans les financements liés aux installations au gaz naturel[réf. non conforme]. Il gère aussi la Compagnie commerciale et financière Hoche et Parfigaz.

### Altergaz
Après avoir quitté Gaz de France en 2003, il cofonde Altergaz avec Jean-Paul George et Georges Cohen. Altergaz est la première société indépendante de distribution gazière en France, concurrente des opérateurs historiques qui fait suite à la dérèglementation du marché, initiée en 1999 (ouverture aux industriels) et achevée en 2007 (ouverture aux particuliers).
En 2012, le chiffre d'affaires d'Altergaz atteint 1,6 milliard €, et après une longue collaboration financière,, le groupe pétrolier italien Eni rachète la société,.